# Voyager (Manilla Road)
Voyager è il quattordicesimo album in studio del gruppo epic metal Manilla Road. La trama è basata sulla conversione obbligatoria al Cristianesimo da parte dell'Impero Bizantino ai danni dei Vichinghi nella prima parte del dodicesimo secolo.

## Tracce
1. Tomb of the Serpent King/Butchers of the Sea – 9:02
2. Frost and Fire – 6:02
3. Tree of Life – 8:00
4. Blood Eagle – 6:11
5. Voyager – 9:31
6. Eye of the Storm – 4:40
7. Return of the Serpent King – 8:04
8. Conquest – 4:37
9. Totentanz (The Dance of Death) - 7:57 – 7:57

## Formazione
- Cory Christner - batteria
- Harvey Patrick - basso, voce
- Mark Shelton - voce, chitarra, sintetizzatore, organo